# Бузулукский уезд

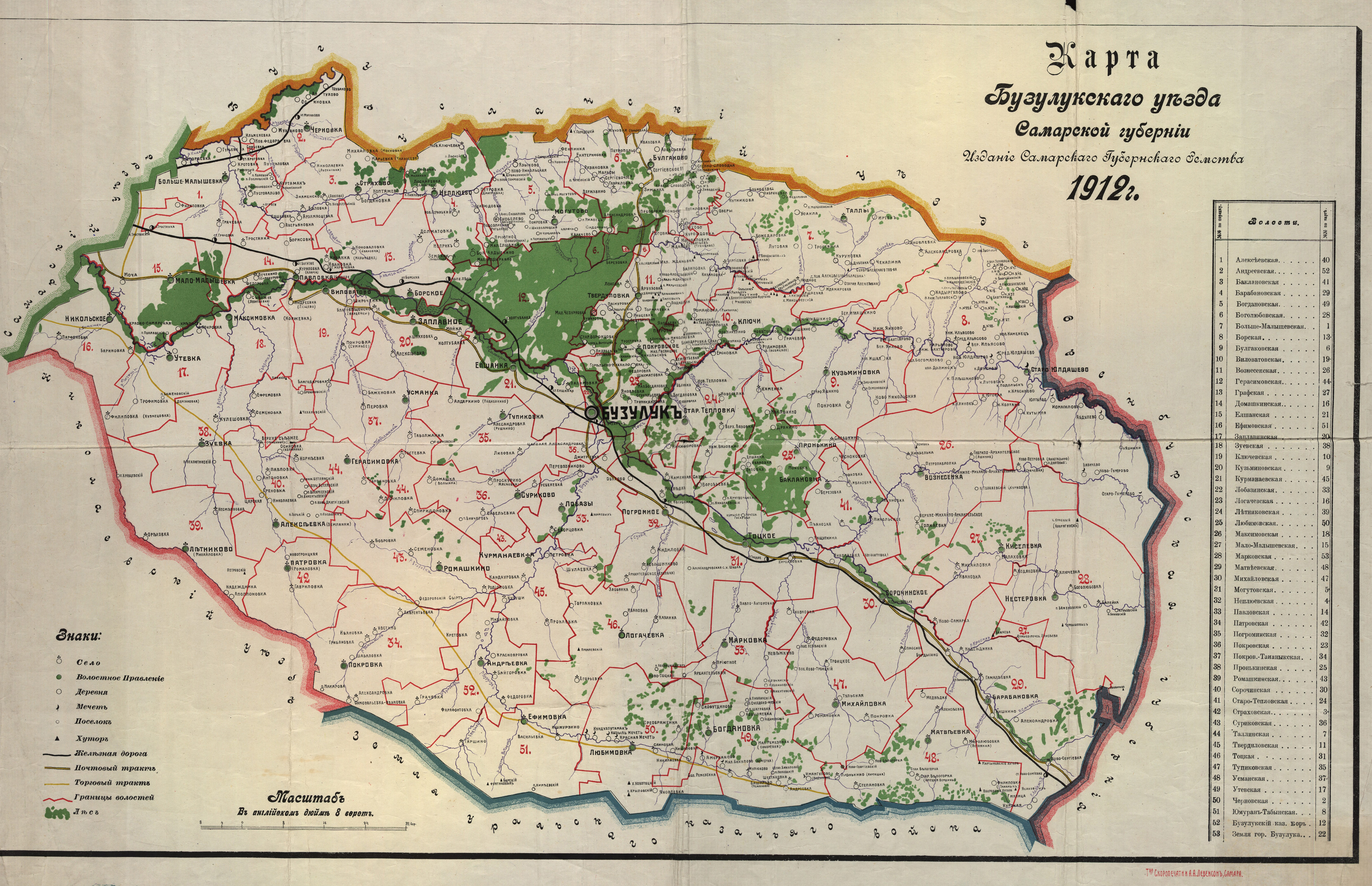
Карта Бузулукского уезда (1912)

Бузулукский уезд — административно-территориальная единица в Российской империи и РСФСР, существовавшая в 1781—1928 годах. Уездный город — Бузулук.

## Географическое положение
Уезд располагался на востоке Самарской губернии, граничил с Оренбургской губернией и Уральской областью. Площадь уезда составляла в 1897 году 22 427,0 верст² (25 522 км²), в 1926 году — 22 492 км².

## История
Уезд образован в 1781 году в составе Уфимской области Уфимского наместничества в результате реформы Екатерины Великой. С 1796 года уезд в составе Оренбургской губернии. 
В 1851 году уезд передан в состав вновь образованной Самарской губернии.
20 марта 1919 года из Бузулукского уезда в Ток-Чуранский кантон новообразованной Башкирской АССР была передана Юмуран-Табынская волость.
25 февраля 1924 года из Бузулукского уезда в Самарский были переданы Большемалышевская, Домашкинская, Маломалышевская и Утевская волости.
В 1928 году Бузулукский уезд был упразднён, его территория вошла в состав Бузулукского округа Средне-Волжской области.

## Население
| Год  | Численность | Численность |
| ---- | ----------- | ----------- |
| 1890 | 438 993     | [ 3 ]       |
| 1897 | 492 952     | [ 4 ]       |
| 1910 | 620 830     | [ 5 ]       |

По данным переписи 1897 года в уезде проживало 492 952 чел. В том числе русские — 83,1 %, мордва — 7,4 %. В Бузулуке проживало 14 362 чел.
По итогам всесоюзной переписи населения 1926 года население уезда составило 420 039 человек, из них городское (Бузулук) — 24 568 человек.

## Административное деление
В 1913 году в уезде было 6 станов и 51 волость: 
| - Алексеевская волость — с. Алексеевское, - Андреевская волость — с. Андреевка, - Баклановская волость — с. Баклановка, - Барабановская волость — д. Барабановка, - Богдановская волость — с. Богдановка, - Боголюбовская волость — с. Нестеровка, - Больше-Малышевская волость — с. Большая Малышевка, - Борская волость — с. Борское, - Булгаковская волость — с. Булгаково, - Виловатская волость — с. Виловатое, - Вознесенская волость — с. Вознесенки, - Герасимовская волость — с. Герасимовка, - Графская волость — с. Кисилевка, - Домашкинская волость — с. Никольское (Домашкино), - Елшанская волость — с. Елшанское, | - Ефимовская волость — с. Ефимовка, - Заплавинская волость — с. Заплавное, - Зуевская волость — с. Зуевка, - Ключевская волость — с. Ключи, - Кузьминовская волость — с. Кузьминовка, - Курманаевская волость — с. Курманаевка, - Лабазинская волость — с. Лабазы, - Логачевская волость — с. Логачёвка, - Любимовская волость — с. Любимовка, - Летниковская волость — с. Летниково, - Максимовская волость — с. Максимовка, - Мало-Малышевская волость — с. Малое Малышево, - Марковская волость — с. Марковка, - Матвеевская волость — с. Матвеевка, - Михайловская волость — с. Михайловка, | - Могутовская волость — с. Могутово, - Неплюевская волость — с. Неплюево, - Павловская волость — с. Павловка, - Патровская волость — с. Патровка, - Погроминская волость — с. Погромное, - Покровская волость — с. Покровское, - Покровско-Тананыкская волость — с. Покровка, - Пронькинская волость — с. Пронькино, - Ромашкинская волость — с. Ромашкино, - Сорочинская волость — с. Сорочинское, - Старо-Тепловская волость — с. Старая Тёпловка, - Страховская волость — с. Страхово, - Суриковская волость — с. Суриково, - Таллинская волость — с. Таллы, - Твердиловская волость — с. Твердилово, | - Тоцкая волость — с. Тоцкое, - Тупиковская волость — с. Тупиковка, - Усманская волость — с. Усманка, - Утёвская волость — с. Утёвка, - Черновская волость — с. Черновка, - Юмуран-Табынская волость — с. Старая Юлдашева. |